# Vanula
Vanula je hrid u hrvatskom dijelu Jadranskog mora, kod otoka Cresa. Hrid je (iz)van uvale i rta Ula (nom. Ul), prema uvali Melićima. Uvala Ul je prirodna luka mjesta Punte Križa.
Površine je 2271 m² i visine 2 metra.
U Državnom programu zaštite i korištenja malih, povremeno nastanjenih i nenastanjenih otoka i okolnog mora Ministarstva regionalnoga razvoja i fondova Europske unije, spominje se pod "manje nadmorske tvorbe (hrid različitih oblika i veličine)".